# Nimbus. Kunst und Bücher
Nimbus. Kunst und Bücher AG ist ein Buchverlag mit Sitz in Wädenswil im Schweizer Kanton Zürich. Er ist Mitglied der Swiss Independent Publishers SWIPS und des Schweizer Buchhändler- und Verlegerverbands SBVV. 

## Programm
Das Verlagsprogramm umfasst Bücher und Ausstellungskataloge zu Photographie, Kunst- und Kulturgeschichte sowie Literatur.

## Geschichte
Der Buchverlag wurde 1996 von Bernhard Echte zunächst als Freizeitbeschäftigung gegründet. Im Jahr 2007 wurde der Verlag professionalisiert und zur Aktiengesellschaft umgewandelt. Das Domizil des Unternehmens ist seit April 2000 die «Villa zum Abendstern» in Wädenswil.
Im Jahr 2016 wurde der Verlag vom Schweizer Buchhändler- und Verleger-Verband zum «Schweizer Verlag des Jahres» gewählt.